# Pralsetinib
Pralsetinib, es  vendido bajo la marca Gavreto, y es un medicamento que se usa para tratar el cáncer de pulmón de células no pequeñas  y el cáncer de tiroides. Se utiliza en casos avanzados en los que la fusión RET es positiva. Se toma por vía oral.
Los efectos secundarios de este medicamento incluyen estreñimiento, presión arterial alta, cansancio, dolor muscular, niveles bajos de células sanguíneas, problemas hepáticos y niveles bajos de calcio; otros efectos secundarios pueden incluir neumonitis, sangrado, síndrome de lisis tumoral y mala cicatrización de heridas. El uso durante el embarazo pudiera dañar al bebé. Es un inhibidor de la tirosina quinasa.
El medicamento fue aprobado para uso médico en los Estados Unidos en 2020. En Estados Unidos cuesta unos 20.100 dólares al mes. Actualmente no está aprobado para su uso en el Reino Unido a partir de 2021.